# Brainville (Manche)
Brainville ist eine französische Gemeinde mit 213 Einwohnern (Stand 1. Januar 2022) im Département Manche in der Region Normandie. Sie gehört zum Arrondissement Coutances und zum Kanton Coutances. 
Nachbargemeinden sind Servigny im Norden, La Vendelée im Osten, Gratot im Süden und Gouville-sur-Mer mit Boisroger im Westen.

## Bevölkerungsentwicklung
| Jahr      | 1962 | 1968 | 1975 | 1982 | 1990 | 1999 | 2008 | 2018 |
| --------- | ---- | ---- | ---- | ---- | ---- | ---- | ---- | ---- |
| Einwohner | 163  | 146  | 141  | 118  | 131  | 120  | 187  | 213  |

## Sehenswürdigkeiten

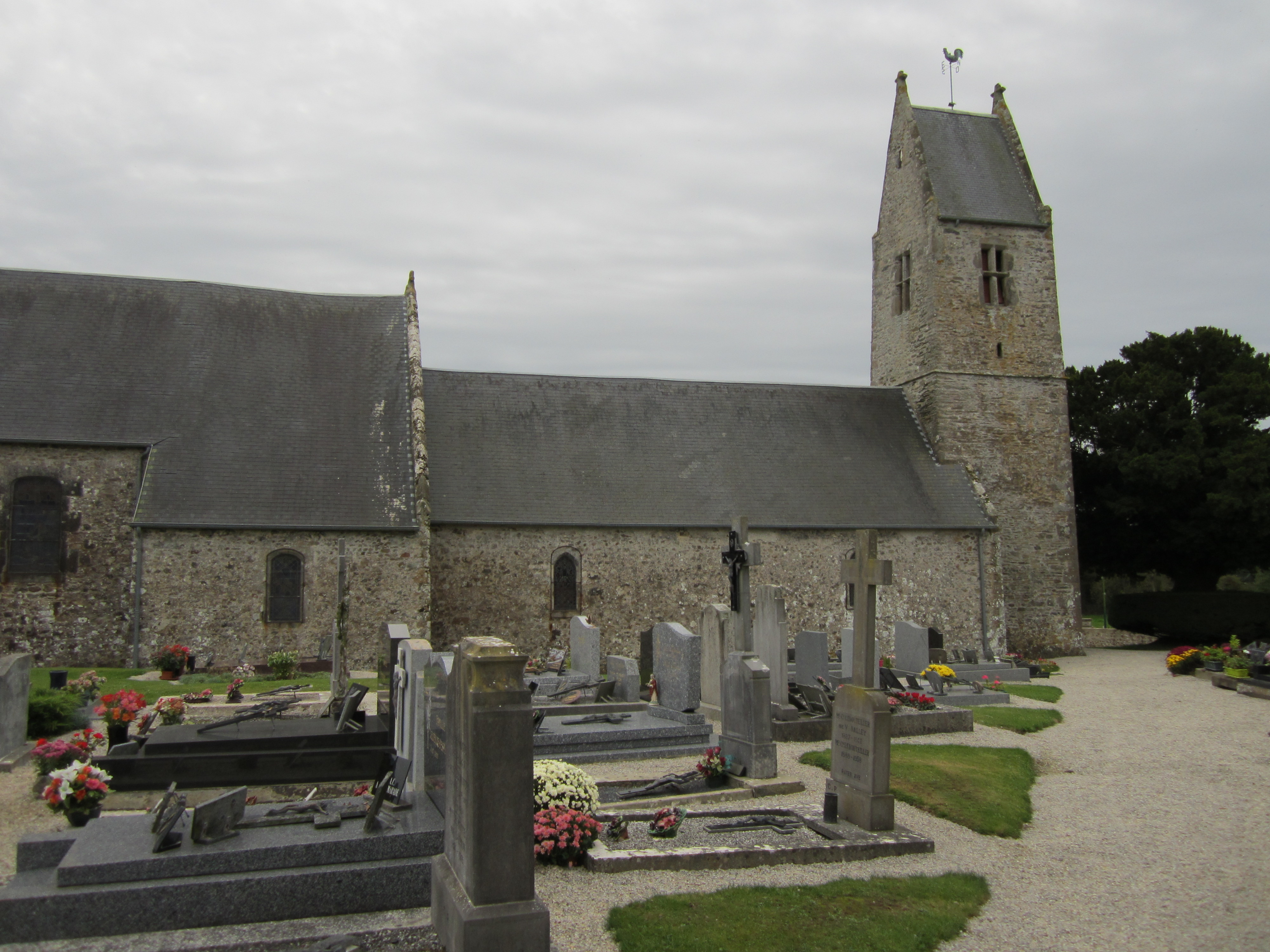
Kirche Saint-Aubin

- Gefallenendenkmal
- Kirche Saint-Aubin